# Monte Cara
Monte Cara är ett berg i Kap Verde.   Det ligger i kommunen Concelho de São Vicente, i den nordvästra delen av landet, 270 km nordväst om huvudstaden Praia. Toppen på Monte Cara är 490 meter över havet, eller 270 meter över den omgivande terrängen. Bredden vid basen är 2,0 km. Monte Cara ligger på ön São Vicente.
Terrängen runt Monte Cara är huvudsakligen kuperad, men österut är den platt. Havet är nära Monte Cara åt nordväst. Närmaste större samhälle är Mindelo, 7,8 km öster om Monte Cara. 
Omgivningarna runt Monte Cara är i huvudsak ett öppet busklandskap. Runt Monte Cara är det ganska tätbefolkat, med 222 invånare per kvadratkilometer.